# Mbakbaka
La mbakbaka o mubakbaka (en árabe: مبكبكة‎) es una especialidad de pasta típica de la gastronomía libia. El nombre hace referencia tanto al tipo de pasta con forma de cilindro corto (también llamado مكرونة  خواتم makrunat jawātim), como al plato que se prepara con ella. Generalmente la mbakbaka se prepara en una misma cazuela sobre las brasas, sofriendo primero el ajo, la cebolla, el tomate, pimientos picantes y patatas. A menudo incluye carne de cordero, o bien carne de pollo o pescado, y se aromatiza con varias especias como alholva, pimentón, pimienta y sal. Es un alimento básico que en Libia supera en popularidad a otros equivalentes como el cuscús o el bazín.

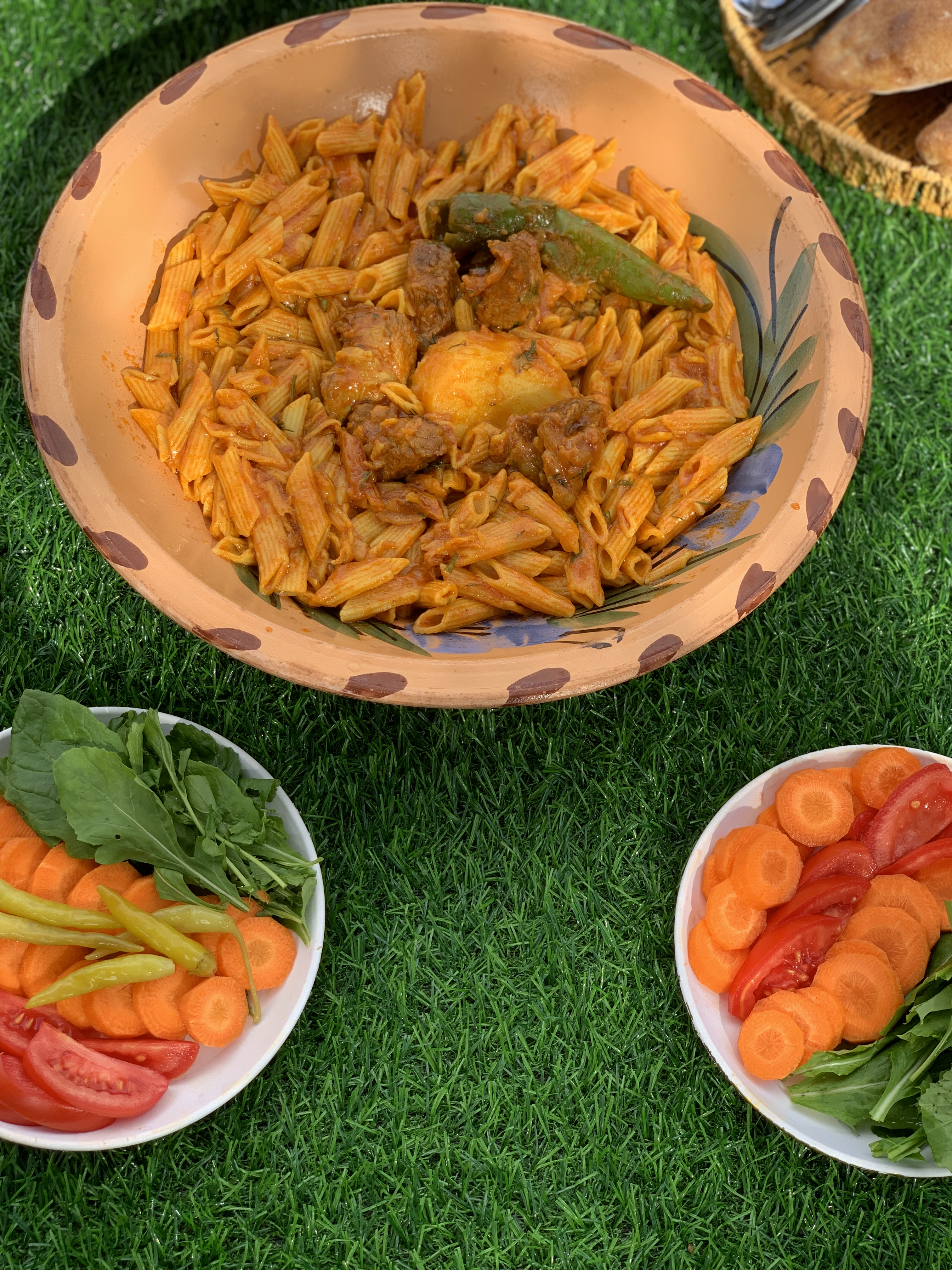
mbakbaka 2025

La receta de mbakbaka se ha difundido a países vecinos como Túnez o Egipto, y en la actualidad se puede preparar con otros tipos de pasta, como el makrūn (‘macarrón’). Se cree que el nombre proviene del sonido que hace la pasta al cocerse en la salsa.